# شكل القيمة
شكل القيمة أو نمط القيمة (بالألمانية: Wertform)‏ هو مفهوم استخدمه كارل ماركس ضمن نقده للاقتصاد السياسي والماركسية ومدرسة فرانكفورت وما بعد الماركسية. ويشير إلى الشكل الاجتماعي لشيء قابل للتداول كرمز للقيمة يمكنه تلبية بعض احتياجات الإنسان أو خدمة أمرٍ مفيدٍ. يمكن ملاحظة المظهر المادي للسلعة بشكل مباشر لكن لا يمكن ملاحظة معنى شكله الاجتماعي كذلك.
يروي ماركس الشذوذ الغريب والمفاهيم الغيبية للأشياء العادية عندما تصبح أدوات للتجارة، سعى ماركس إلى تقديم شكل موجز للقيمة الاقتصادية في حد ذاتها، ما هو جوهرها حقًا، وما هي الأشكال التي تتخذها هذه المادة، وكيف يحدد أو يُعبَّر عن حجمها. تحلل أشكال القيمة من خلال النظر في معنى علاقة القيمة الموجودة بين كميتين من السلع.

## شرح مبسط
وضّح ماركس عندما قدم مفهوم نمط القيمة في الفصل الأول من كتاب رأس المال أنّ القيمة الاقتصادية لا تظهر بشكل موضوعي إلا من خلال شكل القيمة الذي أنشأه تبادل المنتجات. يعلم الناس جيدًا أنّ أي منتج يمثل قيمة، أي أن هناك تكلفة اقتصادية للمنتج (يجب على بعض الأشخاص العمل لإنتاجه وتوريده حتى يتمكن الآخرون من استخدامه). ومع ذلك تساءل ماركس عن كيفية تحديد القيمة، وكيف يمكن أن تكون موجودة، وعن مصدرها، وكيف يمكن تفسير اختلافات القيمة.

### علاقة القيمة
لا يمكن التعبير عن شيء ذو قيمة اقتصادية نسبيًا إلا من خلال ربطه ووزنه ومقارنته ومكافئته بكميات الأشياء الأخرى القابلة للتداول (أو بجهد العمالة أو الموارد أو مجموع الأموال التي تمثلها هذه الأشياء). يعبر عن قيمة المنتجات من خلال قيمة التبادل الخاصة بها: أي ما يمكننا مبادلتها به، ويمكن التعبير عن قيمة التبادل هذه بطرق عديدة ومختلفة. وبما أنه يعبر عن قيمة الصرف في الغالب من خلال سعر النقود، فيبدو أنَّ قيمة الصرف والقيمة والسعر والنقود تمثل في الواقع الشيء ذاته. لكن ماركس يقول إنها ليست نفسها على الإطلاق.
تعتبر هذه النقطة مهمة في فهم القيمة الاقتصادية والأسواق. قال ماركس إنَّ علماء الاقتصاد السياسي استمروا في الخلط والتشويش على أهم الفئات الاقتصادية الأساسية كما لم يتمكنوا من تقديم نظرية متسقة تمامًا للاقتصاد. يمكن للمرء أن يكون قادرًا على قياس وتقييم الظواهر الاقتصادية لكن ذلك لا يعني بالضرورة أنها تقاس بطريقة مفهومة تمامًا.

كنب ماركس في مقدمة الطبعة الأولى من كتاب رأس المال:
«تطرقت للمقاطع المتعلقة بجوهر القيمة وحجمها قدر الإمكان. إنَّ شكل القيمة (تمثل النقود في الشكل المطوّر) بسيط للغاية وسهل المحتوى. ومع ذلك سعى العقل البشري لأكثر من 2000 سنة للوصول إلى جوهره دون جدوى.»
ذكر ماركس أسبابًا مختلفة لهذا اللغز القديم. يبدو أنَّ العقبة الرئيسية هي كون العلاقات التجارية تشير إلى العلاقات الاجتماعية التي لا يمكن ملاحظتها بشكل مباشر. لكن ما هي هذه العلاقات الاجتماعية التي يجب تصورها بأفكار مجردة. يمكن ملاحظة نسب التداول بين السلع والأموال من خلال الأسعار وبيانات المعاملات. ولكن لا يمكن ملاحظة كيفية حصول الأشياء المتداولة بالضبط على القيمة التي تملكها. يبدو أنَّ السوق يفعل ذلك، لكن ما هو السوق وكيف يحدث ذلك، لا تزال هذه الأسئلة غامضة إلى حد ما. تتلخص الإجابة في فكرة أنَّ هذه الأشياء لها قيمة لأن الناس يريدون الحصول عليها وهم على استعداد لدفع المال لها.
يوضح تعليق ماركس أنَّ شكل قيمة السلع ليس مجرد سمة من سمات الرأسمالية الصناعية. وترتبط بالتاريخ القديم لتجارة السلع (منذ أكثر من 2000 سنة). ادعى ماركس أنَّ أصل الشكل النقدي للقيمة لم يفسر من قبل من قبل النظم الاقتصادية البرجوازية، وأنَّ «سر المال سيختفي على الفور» بمجرد تتبع عملية تطور علاقات القيمة منذ بداياتها البسيطة. ربما كان ذلك أملًا عديم الفائدة لأنه وحتى اليوم لا يستطيع الاقتصاديون والمؤرخون الاقتصاديون الاتفاق على النظرية الصحيحة للنقود. ذكر فولفغانغ ستريك إنّ «المال هو ببساطة أكثر النظم البشرية التي لا يمكن التنبؤ بها وإدارتها». بعبارة أخرى: إنَّ إمكانيات ترتيب أي نوع من التجارة أو الصفقات متنوعة للغاية، الشرط العملي الوحيد هو أن يوافق الشركاء التجاريون على شروط الصفقة مهما كانت بسيطة أو معقدة. وينتج عن ذلك اختلاف الدور الذي تؤديه الأموال في الصفقات اختلافًا كبيرًا.
يمكن فهم معنى القيمة الاقتصادية في الواقع بطريقة شاملة ومتسقة نظريًا ومنفصلة عن أنواع أخرى من القيمة (مثل القيمة الجمالية أو القيمة الأخلاقية) فقط عند تطوير السوق ونظامه القانوني بشكل كبير. والسبب هو أنَّ الأنواع المختلفة من القيم منفصلة عمليًا وتتطور تطبيقاتها عالمية بشكل متزايد.

## منشأ أشكال القيمة
ميز ماركس بين أربع خطوات متتالية في عملية تداول المنتجات، والتي تتشكل من خلالها قيم تناسبية موضوعية تعبر عن المنتجات التي تستحق القيمة.  هذه الخطوات هي:
1. الشكل البسيط للقيمة: تعبير يحتوي على ثنائية من القيمة النسبية والقيمة المكافئة.
2. الشكل الموسع أو الكلي للقيمة: وهو ربط كمي لسلسلة أشكال القيمة البسيطة للتعبير عن القيمة.
3. الشكل العام للقيمة: التعبير عن قيمة جميع المنتجات المحسوبة بمكافئ عام.
4. شكل القيمة النقدية: وهو مكافئ عام يستخدم في التداول (وسيط تبادل) قابل للتبادل عالميًا.

تعتبر هذه الأشكال طرقًا مختلفة لتمثيل السلع في القيمة التي تستحقها لتسهيل التجارة وحسابات التكلفة والفائدة. لا يشمل الشكل البسيط للقيمة على مرجع مالي، وتمثل الأشكال الموسعة والعامة تعبيرات وسيطة بين التعبير غير النقدي والتعبير النقدي عن القيمة الاقتصادية. إنَّ الخطوات الأربعة هي ملخص لما يحدث بشكل أساسي في العلاقة التجارية عندما تنمو التجارة وتتطور متجاوزةً عمليات المقايضة السريعة.

### الشكل البسيط للقيمة
تظهر علاقة القيمة بالمعنى الاقتصادي لماركس عندما نكون قادرين على القول بأن حزمة واحدة من قيم الاستخدام تساوي نفس حزمة أخرى من قيم استخدام المختلفة. يحدث ذلك عندما تُتداول حزم المنتجات مقابل بعضها البعض بشكل متكرر، وتعتبر بالتالي أدوات تجارية. فهي علاقة كمية بين كميات يُعبر عنها ضمنًا في نفس وحدة القياس. يمكن التعبير عن أبسط شكل للقيمة عبر المعادلة التالية:
كمية X من السلعة A تساوي كمية Y من السلعة B
حيث يعبر عن قيمة X{A} نسبيًا على أنها مساوية لكمية معينة من B، مما يعني أن X{A} هو الشكل النسبي للقيمة وY{B} الشكل المكافئ للقيمة، بحيث يكون B شكل القيمة A. إذا سألنا ما مقدار X من السلعة A؟ الجواب هو كمية Y من سلعة B.

## شكل القيمة وشكل السعر
يعرّف ماركس قدر القيمة ببساطة كنسبة الكمية المادية من المنتج إلى كمية متوسط وقت العمل، وهو ما يساوي كمية من النقود الذهبية (قيمة عددية):
كمية X من المنتج = كمية Y لمتوسط ساعات العمل = كمية Z للنقود الذهبية
وذكر إنَّ افتراض النقود الذهبية هو تبسيط نظري لأن القوة الشرائية للنقود يمكن أن تختلف تبعًا لأسباب لا علاقة لها بنظام الإنتاج (ضمن حدود معينة X وY وZ وبشكل مستقل)، لكنه اعتقد أنه من المفيد الكشف عن هيكل العلاقات الاقتصادية ضمن نمط الإنتاج الرأسمالي كمقدمة لتحليل حركة النظام ككل، ورأى أنَّ الاختلافات في القوة الشرائية للمال لم تغير هذا الهيكل على الإطلاق، إذ اضطر السكان العاملون إلى الإنتاج من أجل البقاء، ودخلوا بذلك في علاقات إنتاج مجتمعية مستقلة عن إرادتهم، بقي النظام الأساسي لحقوق الملكية كما هو بغض النظر عما إذا جرى تداول المنتجات والعمالة بسعر أعلى أم أقل.